# كارين سركسيان
كارين سركسيان (27 أبريل 1983 بروسيا - ) هو لاعب كرة قدم روسي في مركز الهجوم. لعب مع دينامو ستافروبول وسوكول ساراتوف ‏ وFC Chernomorets Novorossiysk ‏ وFC Volgar Astrakhan ‏ وFC Mashuk-KMV Pyatigorsk ‏ وFC Kaluga ‏ وFC Lokomotiv-KMV Mineralnye Vody ‏ وطوربيدو أرمافير ‏ وأفانجارد كورسك.

## وصلات خارجية
- كارين سركسيان على موقع قاعدة بيانات كرة القدم.إي يو (الإنجليزية)
- كارين سركسيان على موقع Soccerway.com (الإنجليزية)